# Josefa Iloilo
Josefa Iloilovatu Uluivuda (29 de diciembre de 1920 – 6 de febrero de 2011)  fue el presidente de la República de Fiyi desde el 2000 hasta el 30 de julio de 2009, salvo un pequeño periodo del 5 de diciembre de 2006 al 4 de enero de 2007, cuando el país estuvo bajo un gobierno militar interino comandado por Frank Bainimarama.
Antes de llegar a presidente, Iloilo fue miembro del Parlamento de Fiyi, primero como diputado y luego, en 1990 como senador llegando incluso a ser presidente del senado. Finalmente, en 1999 fue elegido Vicepresidente de Fiyi, bajo la presidencia de Kamisese Mara. Duró en este puesto hasta el golpe de Estado de  George Speight en el 2000. Tras el golpe tomó el puesto de presidente el 13 de julio aunque algunos analistas afirman que constitucionalmente lo es desde el 29 de mayo de ese año. Fue renovado en el cargo por el Gran Consejo de Jefes el 8 de marzo de 2006.